# 酒井潤
酒井 潤（さかい じゅん、1979年6月14日 - ）は、日本の千葉県出身で、アメリカ合衆国のSplunkに所属しているソフトウェアエンジニア、YouTuber、投資家。

## 来歴
- 1986年4月 習志野市立秋津小学校に入学[1]。
- 1992年4月 習志野市立第七中学校に入学[1]。
- 1995年4月 渋谷教育学園幕張高等学校にサッカー推薦で入学[1]。
- 1998年4月 同志社大学神学部にサッカー推薦で入学[1]。
- 2001年1月 ミレニアムスーパーサッカーカップ2001サハラカップに出場[1]。
- 2001年5月 第28回 U-21 トゥーロン国際大会に出場[1]。
- 2001年5月 U-21 東アジア競技大会サッカー競技に出場、金メダルを獲得[1]。
- 2002年4月 北陸先端科学技術大学院大学に入学、情報科学を専攻[1]。
- 2004年4月 NTTドコモに入社[1]。
- 2005年 アメリカ合衆国ハワイで起業[1]。
- 2006年10月 アメリカ合衆国本社APLogics Technologiesに入社[1]。
- 2009年2月 アメリカ合衆国NTT Multimedia Communications Laboratoriesに入社[1]。
- 2012年4月 アメリカ合衆国本社Splunkに入社[1]。

## 人物

### サッカー選手として
同志社大学在学中に大学日本代表に選出され、ミッドフィルダーとしてU-21 2001年東アジア競技大会サッカー競技 に出場した際に、金メダルを獲得している。

### ソフトウェアエンジニアとして
2002年に北陸先端科学技術大学院大学情報科学専攻し、修士課程を修了後ソフトウェアエンジニアとしての活動を開始し、NTTドコモや米国NTTi3、Splunk等に従事。現在Udemyにおいてプログラミングの講師を務めている。

### YouTuberとして
現在YouTubeチャンネルを4つ保有している。
チャンネルの概要
シリエン戦隊JUN TV
2019年5月17日に1本目の動画を公開。丑之日プロジェクトやFlowerStrongTV、Racoon comなど、他のYouTuberとのコラボも積極的に行っている。2019年11月8日、当該チャンネル登録者数が1000人を達成した。
酒井潤のプロサッカー選手を目指す技術
主に元サッカー大学日本代表選手である経験を活かした、サッカー技術の紹介やアドバイスなどの動画が公開されている。酒井氏の保有するYouTubeチャンネルの中で、最も登録者数の多いチャンネルとなっている(2019年11月11日現在)。
シリコンバレー流プログラミング
アメリカ・シリコンバレーのIT企業に従事し、Udemyにおいて講師をしている経験を活かしたプログラミングについての動画を公開している。
1億円稼ぐ米国サラリーマンの株式投資戦略
自身の著書と同名のチャンネルで、株式投資に関する情報を公開している。

## 著書

### 単著
- TOEIC300点からの海外転職: 海外移住を手に入れろ!（2015年9月23日、酒井 潤）
- 1億円稼ぐ米国サラリーマンの株式投資戦略（2015年12月23日、酒井 潤）

## 受賞歴
- 2001年東アジア競技大会サッカー競技 金メダル[4]